# Litopenaeus schmitti
El camarón blanco o camarón casquiazul (Litopenaeus schmitti) es una especie de crustáceo de la familia Penaeidae, nativo del Mar Caribe y del litoral de Brasil.

## Hábitat
Habita en fondos fangosos suaves, a veces arenosos, de 2 a 47 m de profundidad, más frecuentemente entre 15 y 30 m. Los adultos son de hábitos marinos, mientras los juveniles permanecen en las aguas salobres, migrando posteriormente a los caladeros.

## Descripción
El macho alcanza una longitud máxima de 175 mm y la hembra hasta 235 mm. Presenta color generalmente blanco o gris azulado translúcido, a veces con tintes verdosos o amarillentos; los juveniles con manchas azules

## Pesca
La especie es de gran importancia comercial en Cuba, Belice, Honduras, Nicaragua, Colombia, Venezuela, Guyana, Guayana francesa, Surinam y Brasil. Es capturada en grandes cantidades, que un porcentaje alto son exportadas. Cuba ha comenzado a experimentar con la acuicultura con esta especie.

## Amenazas
Está amenazado por la sobreexplotación.